# Фіона Еппл
Фіона Еппл (англ. Fiona Apple McAfee-Maggart; нар. 13 вересня 1977) — американська співачка, авторка пісень, піаністка та джазвумен з феміністичною тематикою.

## Ранні роки
Фіона Еппл народилася 13 вересня 1977 році в сім'ї співачки Дайан Макафі та актора Брендона Маґґарта. Її батьки познайомилися під час участі у бродвейському мюзиклі, однак офіційно шлюб не оформлювали. Дайан і Брендон розійшлися, коли Фіоні було чотири. Майбутня співачка та її старша сестра Ембер залишилися з матір'ю в Нью-Йорку.
Навчання у школі не задалося. Фіону не сприймали однокласники й часто цькували її через зовнішній вигляд, тому вона трималася від них осторонь. У 11 років після бурхливої сварки з сестрою її відправили на психіатричне обстеження.
Коли Фіоні було 12, її зґвалтували в під'їзді біля дверей квартири, де вона мешкала разом із мамою, сестрою та вітчимом. Після цього у неї почалися панічні атаки, нічні кошмари та розлад харчової поведінки, внаслідок якого їй діагностували підозру на анорексію.

## Кар'єра
З дитинства займалася фортепіано, а з восьмирічного віку почала писати пісні. Втім, Фіона не планувала кар'єру музикантки. 
Коли Фіоні було 16 років, вона поїхала до батька у Лос-Анджелес та записала там 3 пісні та 27 демонстраційних версій пісень. Під час поїздки познайомилася з Ленні Кравіцем, який став її близьким другом.
1996 року, після виходу дебютного альбому співачки Tidal, на жахливій історії зґвалтування Фіони Еппл почали хайпувати різні видання. Однак головним приводом до цього стала промова співачки на врученні премії MTV Video Music Award у номінації «Найкращий новий виконавець» у 1997 році. Фіона Еппл за дві хвилини зазначила, що їй не місце у світі музичної індустрії зі штучним блиском, і назвала цей світ лайном під час прямого ефіру.
1998 рік — на 40-й церемонії співачка отримує «Гремі» в номінації «Best Female Rock Vocal Performance» за пісню «Criminal».
1999 рік — Фіона випускає альбом з назвою, яка є одночасно віршем. Вся назва не помістилася б на обкладинці диска і була скорочена до «When the Pawn…».
Після виходу «When the Pawn…» співачка взяла тривалу творчу відпустку. 
Третій альбом Extraordinary Machine вийшов через 6 років — у 2005-му. 
2012 рік — альбом «The Idler Wheel», де Фіона Еппл повністю змінила музику та стиль звучання.
2020 рік — випуск альбому «Fetch the Bolt Cutters». На треках чутно гавкіт собак, жарти й навіть невдалі дублі, які вона вирішила залишити. Найдивнішим інструментом альбому стали кістки померлого пітбуля Фіони на ім'я Джанет, якого співачка дуже любила. Під час хвороби тварини Еппл відклала міжнародний тур у 2012 році, а після смерті зберігала кістки в коробці у спальні.

## Благодійність
30 червня 2019 року Еппл пообіцяла пожертвувати дворічний дохід від розміщення її пісні «Criminal» на телебаченні й в кіно в фонд «Поки вони чекають», який допомагає біженцям з предметами першої необхідності, імміграційними зборами і юридичними послугами.  У 2020 році Скотт Гечінгер з «Поки вони чекають» розповів Vulture, що співачка пожертвувала 90 000 доларів, які допоможуть 15 сім'ям. 

## Особисте життя
У 1997 році Фіона зустріла на фотосесії Пола Томаса Андерсона (майбутнього провідного режисера Голлівуду 2000-х і 2010-х), який тоді починав свою кар'єру. Зустрічалася з ним кілька років.
Зараз Еппл не вживає алкоголю. Є веганкою протягом багатьом років.

## Дискографія
- Tidal — 1996
- When The Pawn... — 1999
- Extraordinary Machine — 2005
- The Idler Wheel… — 2012
- Fetch The Bolt Cutters — 2020